# Dangerous Game: The Legacy Murders
Dangerous Game: The Legacy Murders è un film horror canadese del 2022 diretto da Sean McNamara. È uscito in alcune sale cinematografiche statunitensi e in home video il 21 ottobre 2022, mentre in Italia è stato pubblicato su Netflix il 1º dicembre 2023.